# 行气玉佩铭
《行气铭》，出土文物。舊稱為行氣玉珮銘或行氣玉銘，约作于战国後期，是用玉石雕刻的艺术品，更名的原因是後代發現文物拓本並非由玉珮上翻印，原文刻於十二面玉柱上。玉柱高5.3厘米，直径3.5厘米。為現存最早的氣功理論資料，现藏天津历史博物馆。
過去郭沫若先生认为它是战国初期的作品，于省吾先生认为它是晚周作品。

## 內容主旨
其上有铭文，同字連續處以橫畫二筆之重文符號表示，若計入重文，铭文共四十五字：“行氣，深則畜（蓄）、畜（蓄）則伸、伸則下、下則定、定則固、固則萌、萌則長、長則退、退則天、天幾舂在上、地幾舂在下。順則生、逆則死。”有学者认为是最早的关于内气炼养方法的文字描述，亦有學者認為此物是房中術的記載文獻。
台灣學者郭革凡先生則認為它是最早的針灸與醫療氣功文獻。